# 奥罗维尔 (加利福尼亚州)
奥罗维尔（英語：Oroville），亦稱柯花，是美国加利福尼亚州比尤特县下属的一座城市。建市于1906年1月3日，面积大约为12.99平方英里（33.6平方公里）。根据2010年美国人口普查，该市有人口15,546人。